# Liste der Trainer der UANL Tigres
Die nachstehende Liste beinhaltet alle Trainer der Fußballmannschaft der UANL Tigres seit ihrer Wiedergründung zur Saison 1967/68:
| Spielzeit                 | Trainer                                                                                       | Spielzeit                 | Trainer                                                                                        |
| ------------------------- | --------------------------------------------------------------------------------------------- | ------------------------- | ---------------------------------------------------------------------------------------------- |
| 1967/68                   | Augusto Arrasco (PER)                                                                         | 1968/69                   | Augusto Arrasco (PER) / Ramiro Luna (MEX) / Pedro Avilán (MEX)                                 |
| 1969/70                   | Olidón Mireles (MEX) / Carlos Bautista (MEX) / Nelson Guzmán (MEX) / Héctor de Zamacona (MEX) | México 70                 | Nelson Guzmán (MEX)                                                                            |
| 1970/71                   | Humberto Buchelli (URU) / Olidón Mireles (MEX)                                                | 1971/72                   | Grimaldo González (PER)                                                                        |
| 1972/73                   | Salvador Reyes (MEX)                                                                          | 1973/74                   | José “Che” Gómez (ARG)                                                                         |
| 1974/75                   | José “Che” Gómez (ARG) / Claudio Lostanau (PER) / Antonio Jasso (MEX)                         | 1975/76                   | Claudio Lostanau (PER)                                                                         |
| 1976/77                   | Claudio Lostanau (PER) / Mario Pérez (MEX) / Árpád Fekete (HUN)                               | 1977/78                   | Carlos Miloc (URU)                                                                             |
| 1978/79                   | Carlos Miloc (URU)                                                                            | 1979/80                   | Carlos Peters (BRA) / Osvaldo Batocletti (ARG) / Odilón Mireles (MEX) / Claudio Lostanau (PER) |
| 1980/81                   | Claudio Lostanau (PER) / Marcos Calderón (PER)                                                | 1981/82                   | Carlos Miloc (URU)                                                                             |
| 1982/83                   | Carlos Miloc (URU) / Alfonso Portugal (MEX)                                                   | 1983/84                   | José Etchegoyen (URU)                                                                          |
| 1984/85                   | José Etchegoyen (URU) / Manuel Lapuente (MEX)                                                 | Prode '85                 | Manuel Lapuente (MEX)                                                                          |
| México '86                | Manuel Lapuente (MEX) / Osvaldo Batocletti (ARG)                                              | 1986/87                   | Carlos Miloc (URU)                                                                             |
| 1987/88                   | Carlos Miloc (URU) Árpád Fekete (HUN)                                                         | 1988/89                   | Hugo Fernández (URU) Árpád Fekete (HUN)                                                        |
| 1989/90                   | Carlos Reinoso (CHI)                                                                          | 1990/91                   | Carlos Reinoso (CHI)                                                                           |
| 1991/92                   | Carlos Reinoso (CHI)                                                                          | 1992/93                   | Francisco Avilán (MEX)                                                                         |
| 1993/94                   | Francisco Avilán (MEX) / Mateo Bravo (MEX)                                                    | 1994/95                   | Jorge Vieira (BRA) / Ignacio Rodríguez (MEX) / Carlos de los Cobos (MEX)                       |
| 1995/96                   | Víctor M. Vucetich (MEX)                                                                      | Invierno '96              | Alberto Guerra (MEX)                                                                           |
| Verano '97                | Alberto Guerra (MEX)                                                                          | Invierno '97              | Alberto Guerra (MEX) / Carlos Miloc (URU)                                                      |
| Verano '98                | Carlos Miloc (URU) / Osvaldo Batocletti (ARG)                                                 | Invierno '98              | Osvaldo Batocletti (ARG)                                                                       |
| Verano '99                | Osvaldo Batocletti (ARG) / Miguel Mejía Barón (MEX)                                           | Invierno '99              | Miguel Mejía Barón (MEX) / Víctor M. Vucetich (MEX)                                            |
| Verano '00                | Víctor M. Vucetich (MEX)                                                                      | Invierno '00              | Ricardo Ferretti (BRA)                                                                         |
| Verano '01                | Ricardo Ferretti (BRA)                                                                        | Invierno '01              | Ricardo Ferretti (BRA)                                                                         |
| Verano '02                | Ricardo Ferretti (BRA)                                                                        | Apertura '02              | Ricardo Ferretti (BRA)                                                                         |
| Clausura '03              | Ricardo Ferretti (BRA)                                                                        | Apertura '03              | Nery Pumpido (ARG)                                                                             |
| Clausura '04              | Nery Pumpido (ARG)                                                                            | Apertura '04              | Nery Pumpido (ARG)                                                                             |
| Clausura '05              | Leonardo Álvarez (MEX)                                                                        | Apertura '05              | Leonardo Álvarez (MEX) / Osvaldo Batocletti (ARG)                                              |
| Clausura '06              | Ricardo Ferretti (BRA)                                                                        | Apertura '06              | José Luis Trejo (MEX) / Mario Carrillo (MEX)                                                   |
| Clausura '07              | Mario Carrillo (MEX)                                                                          | Apertura '07              | Américo Gallego (ARG)                                                                          |
| Clausura '08              | Américo Gallego (ARG) / Manuel Lapuente (MEX)                                                 | Apertura '08              | Manuel Lapuente (MEX)                                                                          |
| Clausura '09              | Manuel Lapuente (MEX) / José Pekerman (ARG)                                                   | Apertura '09              | Daniel Guzmán (MEX)                                                                            |
| Bicentenario '10          | Daniel Guzmán (MEX)                                                                           | Apertura '10              | Ricardo Ferretti (BRA)                                                                         |
| Clausura '11              | Ricardo Ferretti (BRA)                                                                        | Apertura '11              | Ricardo Ferretti (BRA)                                                                         |
| Clausura '12              | Ricardo Ferretti (BRA)                                                                        | Apertura '12              | Ricardo Ferretti (BRA)                                                                         |
| Clausura '13              | Ricardo Ferretti (BRA)                                                                        | Apertura '13              | Ricardo Ferretti (BRA)                                                                         |
| Clausura '14              | Ricardo Ferretti (BRA)                                                                        | Apertura '14              | Ricardo Ferretti (BRA)                                                                         |
| Clausura '15              | Ricardo Ferretti (BRA)                                                                        | Apertura '15              | Ricardo Ferretti (BRA)                                                                         |
| Clausura '16              | Ricardo Ferretti (BRA)                                                                        | Apertura '16              | Ricardo Ferretti (BRA)                                                                         |
| Clausura '17              | Ricardo Ferretti (BRA)                                                                        | Apertura '17              | Ricardo Ferretti (BRA)                                                                         |
| Clausura '18              | Ricardo Ferretti (BRA)                                                                        | Apertura '18              | Ricardo Ferretti (BRA)                                                                         |
| Clausura '19              | Ricardo Ferretti (BRA)                                                                        | Apertura '19              | Ricardo Ferretti (BRA)                                                                         |
| Clausura '20              | Ricardo Ferretti (BRA)                                                                        | Apertura '20              | Ricardo Ferretti (BRA)                                                                         |
| Clausura '21              | Ricardo Ferretti (BRA)                                                                        | Grita México Apertura '21 | Miguel Herrera (MEX)                                                                           |
| Grita México Clausura '22 | Miguel Herrera (MEX)                                                                          |                           |                                                                                                |